# ریوجی سایکاچی
ریوجی سایکاچی (انگلیسی: Ryūji Saikachi; ۲۷ مارس ۱۹۲۸ – ۲۹ سپتامبر ۲۰۱۷) صداپیشه، و بازیگر اهل ژاپن بود.